# Cacia guttata
Cacia guttata är en skalbaggsart. Cacia guttata ingår i släktet Cacia och familjen långhorningar.

## Underarter
Arten delas in i följande underarter:
- C. g. guttata
- C. g. aberrans